# Sklandrausis
L'sklandrausis és un plat tradicional de la gastronomia letona que té origen livonià. Es tracta d'un pastís dolç fet amb sègol, massa, farcit amb patata o pastanaga i assaonat amb alcaravia. Es pot servir com a entrant o com a plat principal i és típic de moltes celebracions en aquest país. El 2013 va ser reconegut com a especialitat tradicional per la Comissió Europea.